# Birgit Schnieber-Jastram
Pour les articles homonymes, voir Jastram.
Birgit Schnieber-Jastram, née le 4 juillet 1946 à Hambourg, est une femme politique allemande.
Membre de l'Union chrétienne-démocrate d'Allemagne depuis 1981, elle siège au Bürgerschaft de Hambourg de 1986 à 1994, au Bundestag de 1994 à 2001 et est députée européenne de 2009 à 2014.